# الموسوعة الكندية
الموسوعة الكندية (بالإنجليزية: The Canadian Encyclopedia, بالفرنسية: L'Encyclopédie canadienne) هي أحد مصادر المعلومات في كندا، نشرت باللغة الإنجليزية و الفرنسية. متاحة على الإنترنت وبشكل مجاني. الموسوعة الكندية تتوفر على أكثر من 14.000 مقالة في عدة فروع من المعرفة (تاريخ،ثقافة، أحداث، أعلام، أماكن، سياسة، فنون، رياضة، علوم، وغيرها).
لاحظ الكندي ميل هورتيج، في الثمانينيات أن الموسوعات الموجودة آنذاك تحتوي على أخطاء صارخة بخصوص بلده، ومن هنا، قرر أن يطلق مشروعاً لعمل موسوعة كندية جديدة، كمرجع وطني موثوق، يغطي العديد من المجالات.
وقد استقدم فيها أكثر من 3000 مؤلف، وقاموا بعمل بطاقة فهرس لكل حقيقة في الموسوعة، عليها توقيع باحث، فيما تستقي الموسوعة معلوماتها من 3 مصادر مختلفة، كما يراجع كل مقال 3 باحثين مستقلين.
وقد ظهرت النسخة الرقمية للموسوعة في 2001، ما يعني أن أي أحد يستطيع دخول الإنترنت يمكن له الوصول إليها، وقد بلغ عدد المقالات الآن أكثر من 19 ألف مقال، باللغتين الإنكليزية والفرنسية، وقد زاد حجمها أربعة أضعاف عن الحجم الأصلي، كما تنمو بمقدار 60 مقالاً يكتب أو يراجع في الشهر، ويقدر زوارها بـ6 ملايين سنوياً

## روابط خارجية
- The Canadian Encyclopedia (بالإنجليزية)
- L'Encyclopédie canadienne (بالفرنسية)